# Чернолесская
Черноле́сская (укр. Чорноліська, ранее: Богдановка, Хировка) — станция Одесской железной дороги, расположена в селе Богдановка Кропивницкого района Кировоградской области Украины.

## История
Станция Богдановка построена и сдана в промышленную эксплуатацию в 1876 году как промежуточная — Одесской железной дороги. С 1908 по 1980 годы именовалась как ст. Хировка по имени близлежащего села. Построена рядом с Чёрным лесом, который дал станции её современное название. В 1878 году отнесена к Одесской дирекции Юго-Западных железных дорог Российской империи.
В годы Гражданской войны в районе станции шли тяжёлые бои и несколько недель по её границам проходила линия фронта. В 1919 году в сражениях с гайдамаками в окрестностях станции принимал активное участие отряд анархистов Маруси Никифоровой.
Здание железнодорожного вокзала было разрушено в годы Великой Отечественной войны и восстановлено в 1945 году, перестраивалось в советское время.

## Пассажирское движение
На станции останавливаются некоторые пассажирские поезда дальнего следования и все пригородные электропоезда.
| Перевозчик                 | Дистанция                                  | Направления и расписание |
| -------------------------- | ------------------------------------------ | ------------------------ |
| Украинская железная дорога | Дальнее следование и пригородное сообщение | УЗ                       |